# Paul Decker-David
Paul-Henry Decker-David, né le 27 septembre 1863 à Commercy (Meuse) et décédé le 21 avril 1918 à Auch (Gers), est un homme politique français.

## Biographie
Ingénieur agronome diplômé de l'institut agronomique de Paris, il dirige de 1889 à 1893 une ferme école du Gers.
Marié à la fille du député Jean David, il se lance rapidement en politique. Conseiller municipal d'Auch en 1889, il devient maire et conseiller général du canton de Montesquiou en 1892. De 1893 à 1910, il est député du Gers, siégeant sur les bancs de la Gauche démocratique. Il se consacre pour l'essentiel aux questions agricoles. Il est secrétaire de la Chambre en 1897-1898. Battu en 1910, il est nommé directeur de l'agriculture en Tunisie, mais y reste peu de temps, car il est élu sénateur du Gers en 1912. Il décède en fonctions en 1918, sans avoir fait preuve d'une très grande activité législative au Sénat.

## Sources
- « Paul Decker-David », dans le Dictionnaire des parlementaires français (1889-1940), sous la direction de Jean Jolly, PUF, 1960 [détail de l’édition]